# Полоз
По́лоз (лат. Coluber) — рід змій родини Полозові (Colubridae), центральний рід цієї родини, описаний ще у працях К. Ліннея.

## Морфологія
Довжина тіла до 2 м. Голова більш-менш чітко відмежована від шиї. Луска переважно гладенька. Зіниця кругла.

## Біологія
Живе у відкритих степах, напівпустелях, чагарникових заростях, у лісах, по берегах річок, у садах тощо. Живиться дрібними хребетними. Яйця (3—25 штук) самиця відкладає в червні—липні.
Змія неотруйна.

## Таксономія

### назва і надвидова таксономія
Coluber — типовий рід родини Colubridae, тобто назва роду є основою назви родини:
- Полоз → Полозові.

Нерідко назва "Полозові" невиправдано синонімізується з назвою іншої родини (або підродини) — «вужеві», для якої типовим є рід «вуж», Natrix). Полозом називають також змій з інших, проте близьких до Coluber родів, зокрема:
- рід Elaphe — «полоз-елаф»,
- рід Ptyas — «Полоз-птиас»,
- рід Spaloresophis — «лусколобий полоз».

### видове різноманіття
Близько 30 видів (у списку нижче — 23 види), поширених у Південній Європі, середній і південній частині Азії, Північній і Східній Африці, Центральній і південній частині Північної Америки.
В Україні відомий один вид: полоз жовточеревий (лат. С. jugularis), проте тепер українські популяції "жовточеревого полоза" відносять до іншого виду і, понад те, цей вид тепер перенесли до іншого роду — Dolichophis caspius (полоз-доліхофіс каспійський, або жовтобрюх каспійський).

### перелік видів

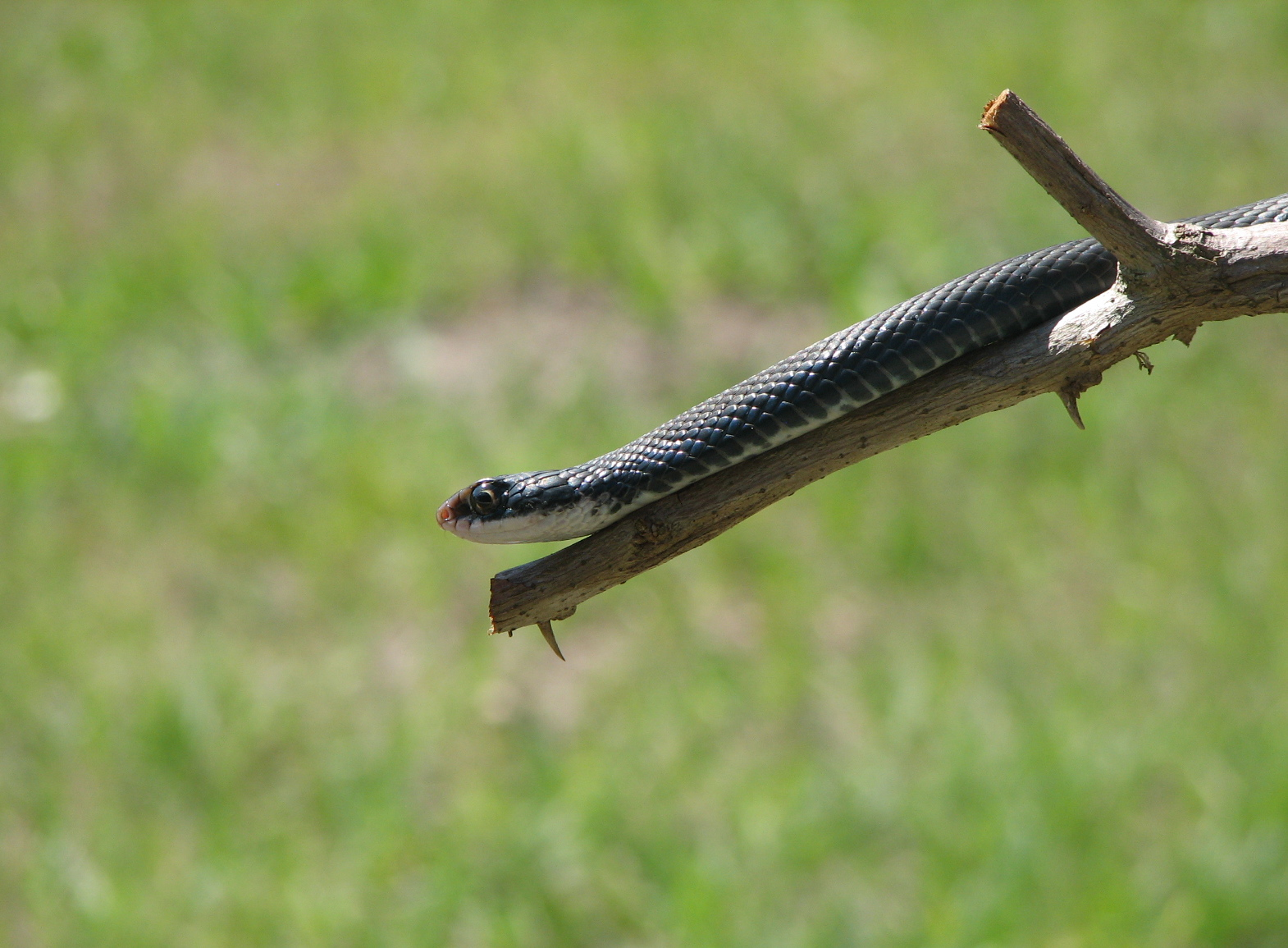
полоз чорний
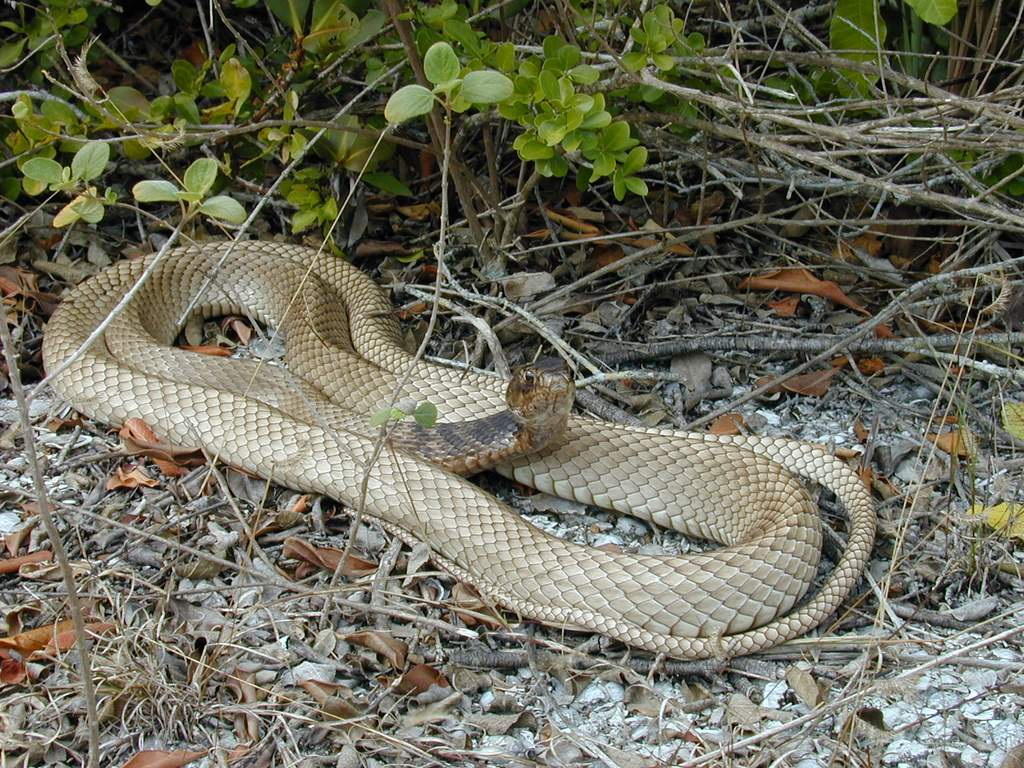
Полоз-батіг

| - Coluber anthonyi - Coluber aurigulus - Coluber bholanathi - Coluber bilineatus — Полоз двосмугий - Coluber constrictor — полоз чорний - Coluber elegantissimus - Coluber flagellum — Полоз-батіг - Coluber gracilis | - Coluber insulanus - Coluber largeni - Coluber lateralis - Coluber lineolatus - Coluber manseri - Coluber mentovarius - Coluber mormon | - Coluber schotti - Coluber scortecci - Coluber sinai - Coluber taeniatus - Coluber taylori - Coluber thomasi - Coluber vittacaudatus - Coluber zebrinus |